# Crucea „Pentru credință” a Cazacilor Mării Negre

Crucea "Pentru credinţă" a Cazacilor Mării Negre

Crucea "Pentru credinţă" a Cazacilor Mării Negre - revers

Crucea „Pentru credință” a Cazacilor Mării Negre este una dintre decorațiile căzăcești din auto-proclamata Republică Moldovenească Nistreană. 

## Descriere
Crucea „Pentru credință” a Cazacilor Mării Negre este cea mai înaltă distincție a Cazacilor Mării Negre. Ea este conferită doar acelor cazaci care au luptat alături de atamanul cazacilor Mării Negre, colonelul Alexandr Kusher (1947-1992), care a fost ucis în scurtul dar sângerosul război civil din iunie 1992 din Republica Moldova (dintre trupele Ministerului Afacerilor Interne ale Republicii Moldova și trupele separatiste ale Transnistriei, sprijinite de Armata a XIV-a rusă și de câteva brigăzi ale Cazacilor Mării Negre), în luptele pentru ocuparea orașului Tighina (Bender).
Este o decorație foare rară, fiind confecționată în puține exemplare. Această decorație este conferită de către președintele auto-proclamattei Republici Moldovenești Nistrene, Igor Smirnov. 

## Persoane decorate
- Vladimir Antiufeev - general cazac, ministrul securității naționale a RMN